# Мюссон, Бернар
Берна́р Клод Мюссо́н (фр. Bernard Claude Musson; 22 февраля 1925, Кормей-ан-Паризи — 29 октября 2010, Париж) — французский актёр.
Похоронен на кладбище Баньё.

## Фильмография
- 1952 — Каприз дорогой Каролины / Un caprice de Caroline chérie
- 1952 — Все мы убийцы / Nous sommes tous des assassins
- 1953 — Лукреция Борджа / Lucrèce Borgia
- 1954 — Папа, мама, служанка и я
- 1955 — Сын Каролины Шери / Le fils de Caroline Chérie
- 1956 — Париж, Отель Палас / Paris, Palace Hôtel
- 1957 — Человек в непромокаемом плаще / L’Homme à l’imperméable
- 1958 — Отверженные
- 1959 — Улица Прэри / Rue des prairies — официант в баре
- 1960 — Баран / Le Mouton
- 1961 — Дьявол и десять заповедей
- 1961 — Львы на свободе / Les lions sont lâchés
- 1963 — Веские доказательства / Les Bonnes Causes
- 1964 — Особенная дружба — отец-наставник
- 1964 — Фантомас
- 1964 — Уик-энд на берегу океана / Week-end à Zuydcoote
- 1966 — Вторая истина / La seconde vérité
- 1968 — Возвращение Монте-Кристо
- 1969 — Млечный Путь / La Voie lactée
- 1969 — Приятно видеть друзей / Faites donc plaisir aux amis
- 1973 — Великолепный
- 1973 — Последняя связка в Париже / La Dernière Bourrée à Paris
- 1974 — О’кей патрон / OK patron
- 1981 — Нефть! Нефть! / Pétrole ! Pétrole !